# مارغريت ملكة إسكتلندا (عاهل)
مارغريت ملكة اسكتلندا (بالنرويجية: Margrete av Skottland)‏ (و. 1283 – 1290 م) هي عاهل نرويجية، ولدت في برغن، توفيت في جزر أوركني، عن عمر يناهز 7 عاماً.

## مناصب
تولت منصب ملك اسكتلندا (25 نوفمبر 1286–26 سبتمبر 1290).